# ألان جارنر (سياسي)
ألان جارنر (بالإنجليزية: Alan Garner)‏ هو نقابي وسياسي بريطاني، ولد في 5 يونيو 1929 في المملكة المتحدة، وتوفي في 1996. حزبياً، نشط في حزب العمال.